# Powerball

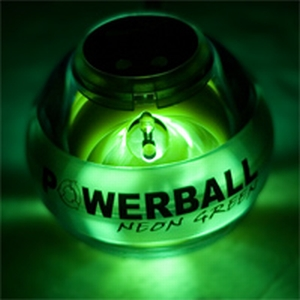
Powerball Neo Green

Powerball je obchodní název ručního posilovacího nástroje určeného také k relaxaci, rehabilitaci svalů rukou nebo jako hračka.

## Užití
Powerball má uplatnění při posilování a rehabilitaci zejména zápěstí, například při sportech, jako je zápas, judo, golf, tenis, cyklistika, lezectví, pro hráče na strunné, dechové a klávesové nástroje a pro pracovníky s počítači. V oblasti rehabilitace může být používán k prevenci a léčení RSI (postižení ruky vzniklá např. při práci s klávesnicí počítače). Powerball má vliv na formování a posilování prstů, dlaní, zápěstí a paží, uvolňuje a posiluje také ramena.
Někteří fyzioterapeuti se však domnívají, že může dojít k přetěžování šlach flexorů (ohybačů) prstů. Powerball vyžaduje silný úchop a např. při léčení syndromu karpálního tunelu by bylo takové cvičení kontraproduktivní. (Pokud by se „rehabilitovalo posilováním“; vysoké otáčky vyžadují silný úchop a slouží k posilování. Nízké otáčky silný úchop nepotřebují, a proto ruku nepřetěžují a zápěstí regenerují.)
Před použitím powerballu k rehabilitaci je vždy vhodné poradit se nejprve s lékařem či fyzioterapeutem.

## Princip
Základem fungování je vnitřní otočný plastový rotor, uložený v kulovém pouzdře, které se ve vnějším obalu může také otáčet. Pracuje na principu gyroskopu – po roztočení rotoru je vnitřní osa prostorově stabilní a klade mechanický odpor proti změně své orientace. Odpor je tím větší, čím rychleji se rotor otáčí. Po roztočení rotoru udržujeme powerball v chodu krouživými pohyby zápěstí nebo celé ruky. Otáčky powerballu můžeme zpomalovat nebo urychlovat intenzitou pohybu, a tím regulovat odpor, který klade svalům. Powerball je schopen dosáhnout frekvence přes 15 000 ot/min, přičemž dává odpor rovnající se hmotnosti přes 18 kilogramů. Některé mají vestavěný počítač, který měří aktuální otáčky a nejvyšší dosaženou frekvenci, celkové otáčky a průměrný výkon za časový interval.
Powerbally obsahující počítač rychlosti otáčení a počtu otáček daly vzniknout různým soutěžím.